# Семушино (Кировская область)
Семушино — посёлок в Зуевском районе Кировской области, административный центр Семушинского сельского поселения.

## География
Посёлок расположен на берегу речки Сизма в 24 км на запад от райцентра Зуевки близ автодороги 33Р-013 Киров – Кирово-Чепецк – Зуевка – Фалёнки – Глазов.

## История
В списках населённых мест 1859-1873 года Семушино значится как починок над речкой Сизьмой, в нём имелось 10 дворов. В конце XIX — начале XX века деревня входила в состав Рохинской волости Вятского уезда. По переписи 1926 года в деревне Семушино числилось 52 хозяйства, в деревне Голодаево, располагавшейся на правом берегу Сизмы, — 20 хозяйств и 108 жителей. Деревня являлась центром Семушинского сельсовета Селезеневской волости Вятского уезда, с 1929 года — в составе Зуевского района. По данным на 1978 год в состав посёлка была включена деревня Голодаево.

## Население
| 1710 | 1763 | 1873 | 1891 | 1905 | 1926 | 1950 |
| ---- | ---- | ---- | ---- | ---- | ---- | ---- |
| 14   | ↗64  | ↗128 | ↗190 | ↗231 | ↗285 | ↘197 |
| 1989 | 2002 | 2010 |      |      |      |      |
| ↗774 | ↘644 | ↘616 |      |      |      |      |

## Инфраструктура
В посёлке расположены средняя общеобразовательная школа, Дом культуры.